# Coniophanes sarae
Coniophanes sarae är en ormart som beskrevs av Ponce-Campos och Smith 2001. Coniophanes sarae ingår i släktet Coniophanes och familjen snokar. Inga underarter finns listade i Catalogue of Life.
Arten är känd från två mindre bergstrakter i delstaten Michoacán i sydvästra Mexiko. Individer hittades vid 885 respektive 1400 meter över havet. Det första exemplaret upptäcktes under en sten på en äng för nötkreatur. I närheten fanns skog.
Coniophanes sarae är mycket sällsynt. Fram till 2007 var endast tre exemplar kända. IUCN kategoriserar arten globalt som otillräckligt studerad.